# Omańsko-Polska Misja Archeologiczna
Omańsko-Polska Misja Archeologiczna, pełna nazwa Omańsko-Polska Misja Archeologiczna w Dolinie Qumayrah – ekspedycja archeologiczna prowadząca badania w dolinie Qumayrah, na terenie północnego Omanu. Zawiązana została w 2015 roku na mocy porozumienia Centrum Archeologii Śródziemnomorskiej Uniwersytetu Warszawskiego oraz Ministerstwa Kultury i Dziedzictwa Sułtanatu Omanu. Kierownikiem projektu jest prof. Piotr Bieliński z CAŚ UW. 

## Badania archeologiczne w Dolinie Qumayrah
Dolina położona jest w górach Hadżar na terenie gubernatorstwa Az-Zahira, rozciąga się na długości około 10 kilometrów. Wstępny rekonesans archeologiczny pozwolił zadokumentować stanowiska różnych typów, datowane od epoki kamienia po okres islamski – od obozowisk prehistorycznych, przez stanowiska grobowe, po osady i budowle wieżowe. Na wybranych stanowiskach wykonano wykopy sondażowe w celu ustalenia stratygrafii. Badania realizowane są w ramach czterech kierunków badawczych wyodrębnionych ze względu na chronologię i typ badanych obiektów. Podprojekty obejmują:
1. Osadnictwo z epoki żelaza
2. Osadnictwo z epoki brązu
3. Cmentarzyska z epoki brązu
4. Prehistorię doliny Qumayrah[1]

Prace wykopaliskowe skupione są na trzech stanowiskach: cmentarzysku z wczesnej epoki brązu (QA 1, Qumayrah-Ayn 1), obozowisku neolitycznym (QA 2) oraz stanowisku osadniczym z epok żelaza i brązu (QA 3). 